# سكوت ديفيز (لاعب كرة قدم)
سكوت ديفيز (بالإنجليزية: Scott Davies)‏ (و. 1987  م) هو لاعب كرة قدم، من المملكة المتحدة، ولد في بلاكبول، يلعب كحارس مرمى.

## روابط خارجية
- سكوت ديفيز على موقع قاعدة بيانات كرة القدم.إي يو (الإنجليزية)
- سكوت ديفيز على موقع Soccerbase.com (لاعب) (الإنجليزية)